# Groene Long
De Groene Long is een park in de West-Vlaamse plaats Kuurne, gelegen nabij de Oudstrijderslaan.
Het betreft een gebied van ongeveer 7 ha, gelegen te midden van de bebouwing van Kuurne. Het was aanvankelijk de bedoeling om hier ook woningen te bouwen maar, gezien het gebrek aan groen in de Kortrijkse agglomeratie werd besloten om hier een parkgebied aan te leggen.
In 1992 werd begonnen met de aanplant van 1 ha bos en in 1997-1998 werd een hoogstamboomgaard ingericht. Er werden moerassen aangelegd, er kwam een vleermuizenkelder, een ijsvogelwand, vlonderpaadjes en dergelijke. Voor de kinderen is er een speelheuvel en speelbosje. Er zijn paden en andere recreatieve voorzieningen.